# Arbeitsrecht der Kirchen

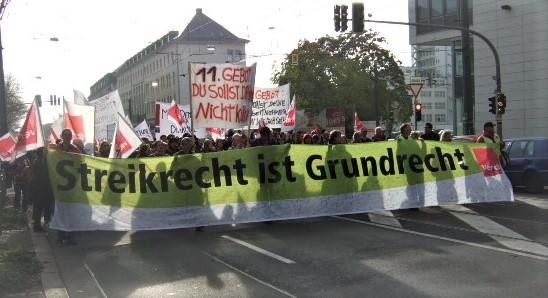
Ver.di protestiert gegen kirchliches Arbeitsrecht am 4. November 2011 in Magdeburg anlässlich einer Tagung der evangelischen Kirche

Das Arbeitsrecht der Kirchen umfasst die Kirchengesetze und Ordnungen, mit denen die Kirchen ihr Arbeitsrecht und Arbeitsvertragsrecht regeln. Es handelt sich um besondere Rechte, die den Kirchen in ihrer Eigenschaft als Arbeitgeber durch viele Staaten – mit unterschiedlicher Regelungsfreiheit – zugestanden sind. Dennoch müssen die Kirchen staatliche Bestimmungen beachten.

## Deutschland
In Deutschland umfasst das Arbeitsrecht der Kirchen insbesondere das individuelle und das kollektive Arbeitsrecht, das die Kirchen selbst regeln. Grundlage ist das den Kirchen und anderen Religionsgemeinschaften gewährte sog. kirchliche Selbstbestimmungsrecht (Art. 140 GG). Hierzu zählt seit demBeschluss des Bundesverfassungsgerichts (BVerfG) aus 1985 auch die Pflicht, festzulegen, welche Anforderungen seitens der Kirchenleitungen und Diözesanbischöfe an den jeweiligen Dienst gestellt werden. Diese sog. Loyalitätsanforderungen wie auch die anderen arbeitsrechtlichen Regelungen haben sich dabei an das für alle geltende Gesetz zu halten.
Das Dienstrecht der Beamten ist kein Arbeitsrecht iSv. § 611a BGB.
Die arbeitsrechtlichen Regelungen für Mitarbeiter der Kirchen und kirchennaher Organisationen unterscheiden sich in Deutschland erheblich von den für sonstige Arbeitnehmer geltenden Bestimmungen.
Die Religions- und Weltanschauungsgemeinschaften können ein eigenständiges Arbeitsrecht erlassen. Das hat seine Grundlage im bereits erwähnten Selbstordnungs- und Selbstverwaltungsrecht gemäß Art. 137 Abs. 3 Weimarer Reichsverfassung, der nach Art. 140 GG in das Grundgesetz inkorporiert und vollwirksames Verfassungsrecht ist. Historisch wurzelt diese Bestimmung im Trennungsprozess von Kirche und Staat. Noch im Mittelalter waren viele Bischöfe zugleich auch Reichsfürsten und bis in das 18. Jahrhundert hinein haben die Kommunen das kirchliche Vermögen verwaltet, während die Ortspfarrer auch Staatsbeamte waren.
Das kirchliche Selbstordnungs- und Selbstverwaltungsrecht – auch als kirchliches Selbstbestimmungsrecht bezeichnet – wird von den Kirchen arbeitsrechtlich insbesondere in drei Richtungen ausgeübt:
1. Für eine Mitarbeit in kirchlichen Einrichtungen wird von dem Mitarbeiter eine Übereinstimmung mit den kirchlichen Glaubens- und Moralvorstellungen erwartet. Ein Verstoß gegen diese Loyalitätspflichten kann - je nach Schwere und Motivation des Mitarbeiters - arbeitsrechtliche Konsequenzen nach sich ziehen. Dabei ist eine Kündigung nicht ausgeschlossen.
2. Anstelle eines Betriebsrates oder Personalrates werden die kirchlichen Beschäftigten durch eine Mitarbeitervertretung an den betrieblichen Entscheidungen beteiligt.
3. Die Löhne und anderen grundlegenden Arbeitsbedingungen werden überwiegend nicht im Rahmen von Tarifverhandlungen („zweiter Weg“) oder einseitig vom Arbeitgeber („erster Weg“) festgelegt, sondern durch Gremien, die paritätisch aus den Reihen der Arbeitnehmer und Arbeitgeber besetzt werden („dritter Weg“). Arbeitskampfmaßnahmen (Streik und Aussperrung) seien, so die Kirchen, unvereinbar mit dem Dienst am Nächsten. Deshalb untersagt die katholische Kirche den Anwendern der Grundordnung die Aussperrung. Mit der sog. ersetzenden Entscheidung eines unabhängigen Ausschusses, der verbindlich in die arbeitsvertraglichen Regelungen Eingang findet, wurde ein Äquivalent zu einem Streik geschaffen. Siehe unten.

### Beamtendienstverhältnisse
Religionsgesellschaften können gemäß Art. 137 Abs. 5 Weimarer Reichsverfassung i. V. m. Art. 140 GG Körperschaften des öffentlichen Rechts (sui generis) werden. Dies hat zur Folge, dass die öffentlich-rechtlichen Religionsgesellschaften besondere Dienstverhältnisse, aber auch beamtenähnliche Dienstverhältnisse begründen können, die einem staatlichen Beamtenverhältnis gleichkommen. Zur Regelung der Rechtsverhältnisse wird dann – wie beim Staat auch – der „erste Weg“ beschritten, d. h. die einseitige Setzung durch den Dienstherrn. Auch das kirchliche Dienstrecht weist Abweichungen auf, unterliegt jedoch gleichzeitig einem Typenzwang, d. h. die wesentlichen Regelungen des staatlichen Beamtenrechts müssen die Kirchen übernehmen.

### Arbeitsverhältnisse
Überwiegend werden Beschäftigte aber über privatrechtliche Arbeitsverhältnisse angestellt. Für diese Arbeitsverhältnisse findet § 611a BGB Anwendung. Zuvor hatte das Bundesverfassungsgericht in seinem Beschluss vom 4. Juni 1985 (2 BvR 1703/83 u. a.) festgestellt, dass auf Arbeitsverträge das staatliche Arbeitsrecht Anwendung findet. Dies sei Folge der Rechtswahl, wie das Bundesverfassungsgericht klarstellt. Eine weitere Folge der Rechtswahl ist, dass Streitigkeiten zwischen Arbeitnehmer und Arbeitgeber vor deutschen Gerichten ausgetragen werden können.
Das staatliche Arbeitsrecht nimmt aber in einigen Regelungen die Kirchen und ihre Einrichtungen ausdrücklich ganz oder teilweise aus. Dann handelt es sich nicht um „für alle geltende Gesetze“. Dies lässt Raum für kircheneigene Regelungen. So kennt zB. das Arbeitszeitgesetz Ausnahmen für den liturgischen Bereich.
Jene Gesetze, die keine Ausnahmen normieren, gelten auch für die Kirchen, denn diese sind sogenannte „für alle geltenden Gesetze“ i. S. d. Art. 137 Abs. 3 Satz 1 Weimarer Reichsverfassung. Dies sind bspw.: Das Mindestlohngesetz, das Kündigungsschutzgesetz, das Bürgerliche Gesetzbuch (insb. die §§ 138, 626 BGB), Arbeitsschutzgesetze zur Gefahrenabwehr (insb. das Mutterschutzgesetz, das Jugendschutzgesetz, in Teilen Arbeitszeitgesetz und auch der Schwerbehindertenschutz des Sozialgesetzbuchs IX).
Die Anwendung des Betriebsverfassungsgesetzes und der Personalvertretungsgesetze wird durch Regelungen in diesen Gesetzen unter anderem „für die Kirchen und ihre karitativen oder erzieherischen Einrichtungen“ ausgeschlossen. Als nach dem Zweiten Weltkrieg das Betriebsrätegesetz neu gefasst werden sollte, legten Kardinal Frings (kath.) und Bischof Dibelius (evangelisch) in fast gleich lautenden Briefen „dem Bundeskanzler Adenauer nahe, die Kirchen aus der Geltung des Betriebsverfassungsgesetzes herauszunehmen“. So trat 1952 das Betriebsverfassungsgesetz mit der heute noch vorhandenen Ausnahme in Kraft.
Statt dieser Gesetze gelten die kirchlichen Mitarbeitervertretungsgesetze (evangelisch) oder Mitarbeitervertretungsordnungen (katholisch) mit zum Teil deutlichen Abweichungen vom staatlichen Recht. Sie werden von den jeweiligen kirchlichen Gesetzgebern, also der Synode oder dem Diözesanbischof, erlassen. Da die (öffentlich-rechtlich) verfasste Kirche auch über die öffentlich-rechtliche „Rechtsetzungsbefugnis“ verfügt, handelt es sich hierbei sowohl um kirchenrechtliche wie auch um öffentlich-rechtliche Regelungen, die auch ohne arbeitsvertragliche Vereinbarung Geltung erlangen – und zwar auch für Beschäftigte, die nicht der jeweiligen Kirche angehören. Das Bundesarbeitsgericht hat dazu entschieden: „Die arbeitsvertragliche Verweisung auf kirchliche Arbeitsvertragsregelungen oder einen kirchlichen Tarifvertrag beinhaltet regelmäßig die Vereinbarung der Geltung des kirchlichen Mitarbeitervertretungsrechts und der auf dessen Grundlage abgeschlossenen Dienstvereinbarungen, wenn das in Bezug genommene Regelwerk von der Anwendbarkeit des kollektiven kirchlichen Arbeitsrechts ausgeht“ (Urteil vom 22. März 2018, 6 AZR 835/16). Um einen ggf. komplizierten Rechtstreit, zB. über die Höhe einer Abfindung aus einem Sozialplan, zu vermeiden, ist die Geltung des jeweiligen Mitarbeitervertretungsrechts in einigen arbeitsvertraglichen Regelungen normiert.
Auch das Allgemeine Gleichbehandlungsgesetz wird für Religions- und Weltanschauungsgemeinschaften in seiner Geltung eingeschränkt. So dürfen diese Gemeinschaften die Religionszugehörigkeit zum Ausgangspunkt für eine unterschiedliche Behandlung ihrer Beschäftigten nehmen. Religionsgemeinschaften und Weltanschauungsgemeinschaften haben auch das Recht, von ihren Beschäftigten ein loyales und aufrichtiges Verhalten im Sinne ihres jeweiligen Selbstverständnisses zu verlangen (§ 9 AGG).

### Erfasste Organisationen
Erfasst werden die Religions- und Weltanschauungsgemeinschaften, ohne dass es auf deren Rechtsform ankommt, und die diesen zugeordneten religiösen Vereine, d. h. Einrichtungen die „Wesens- und Lebensäußerung“ der Religions- oder Weltanschauungsgemeinschaft sind.
Zu ersteren gehört zunächst die sogenannte „verfasste Kirche“, also die eigentliche Kirchenorganisation. Diese gliedert sich bei der katholischen Kirche in Bistümer, die – gemeinsam mit je einem Erzbistum – in Kirchenprovinzen zusammengefasst sind; hierzu zählen auch die Institute des geweihten Lebens (z. B. Ordensgemeinschaften). Bei der evangelischen Kirche zählen hierzu die Landeskirchen, die in der Evangelischen Kirche in Deutschland (EKD), der Union Evangelischer Kirchen (UEK) und der Vereinigten Evangelisch-Lutherischen Kirche Deutschlands (VELKD) zusammengeschlossen sind. Grundsätzlich sind auch nicht-christliche Religionsgemeinschaften von den Sonderregeln erfasst (etwa das Judentum und der Islam), diese sind in der Rechtsprechung zum kirchlichen Arbeitsrecht allerdings bislang nicht in Erscheinung getreten.
Zu der zweiten Gruppe gehören alle den Religions- und Weltanschauungsgemeinschaften in bestimmter Weise zugeordneten Einrichtungen ohne Rücksicht auf ihre Rechtsform. Erfasst sind davon Einrichtungen, die nach religiös-weltanschaulichem Selbstverständnis, ihrem Zweck oder ihrer Aufgabe nach berufen sind, ein Stück Auftrag der Kirche in dieser Welt wahrzunehmen und zu erfüllen. Beispielhaft für Organisationen, die als „Wesens- und Lebensäußerung“ der Kirchen gelten, können Diakonie und Caritas, aber auch kirchliche Kindergärten, die Katholische Nachrichtenagentur (KNA) oder der evangelischen Presseverband Nord e. V. oder die Pax-Bank und ähnliche ethisch-ökologische Kreditinstitute genannt werden. Für die katholische Kirche gilt zudem: Sofern kirchliche Organisationen nicht kraft Kirchenrechts der Gesetzgebungsbefugnis des Diözesanbischofs unterstellt sind (zB. Orden des päpstlichen Rechts), können diese gemäß Art. 1 Abs. 6 der Grundordnung (katholisch) die Geltung der Grundordnung in ihren Statuten festlegen. Tun sie das nicht gilt: "Wenn sie dieser Verpflichtung nicht nachkommen, [nehmen] sie im Hinblick auf die arbeitsrechtlichen Beziehungen nicht am Selbstbestimmungsrecht der Kirche gemäß Art. 140 GG i.V.m. Art. 137 Abs. 3 WRV teil" (Art 1 Abs. 6 GO kath.).

### Loyalitätspflichten – Kündigungsschutz bei Mitarbeitern der Kirchen und kirchlichen Einrichtungen
Mitte 2022 waren in Deutschland rund 1,3 Mio. Personen bei Kirchen und ihren Wohlfahrtsverbänden angestellt, darunter 790.000 bei der katholischen Kirche (700.000 bei der Caritas).
Wie aktuelle Vorlageentscheidungen des Bundesarbeitsgerichts zeigen, ist es strittig, welche Voraussetzungen eine kirchliche Einrichtung bei der Einstellung von Bewerbern verlangen kann. Allerdings gilt die Richtlinie 2000/78 EG der Europäischen Union. In Auslegung dieser Richtlinie entschied der Europäischen Gerichtshofs (EuGH), dass die Loyalitätsanforderungen „wesentlich, rechtmäßig (und) gerechtfertigt“ sein müssen. Danach haben sich – so das Urteil weiter – die staatlichen Gerichte zu richten und ggf. entgegenstehende nationale Vorschriften außer Acht zu lassen.
Das Kündigungsschutzgesetz gilt auch in kirchlichen Organisationen, jedoch können hier auch Verstöße gegen kirchenrechtliche Loyalitätspflichten eine verhaltensbedingte Kündigung sozial rechtfertigen. Die Loyalitätspflichten sind in der katholischen Kirche in der Grundordnung des kirchlichen Dienstes im Rahmen kirchlicher Arbeitsverhältnisse und in der EKD in der Loyalitätsrichtlinie geregelt.
Nach der Rechtsprechung des Bundesverfassungsgerichts ist es Ausfluss des kirchlichen Selbstverständnisses bzw. des Kirchenrechts, welche Obliegenheiten das sind und wie ihre Schwere und Tragweite zu würdigen sind. Soweit die kirchlicherseits geforderten Vorgaben den anerkannten Maßstäben der verfassten Kirchen Rechnung tragen, sind die Arbeitsgerichte an sie gebunden, es sei denn, die Gerichte begäben sich dadurch in Widerspruch zu Grundprinzipien der Rechtsordnung, wie dem allgemeinen Willkürverbot (Art. 3 Abs. 1 GG), dem Begriff der „guten Sitten“ (§ 138 Abs. 1 BGB) und des ordre public (Art. 30 EGBGB). Nach dieser Rechtsprechung sind die Gerichte nicht befugt, die vertraglich vereinbarten Loyalitätsobliegenheiten darüber hinaus einer AGB- bzw. einer AGG-Kontrolle zu unterwerfen.
Ob ein Verstoß gegen diese Loyalitätspflichten eine Kündigung rechtfertigt, ist nach dem Beschluss des Zweiten Senats des Bundesverfassungsgerichts vom 4. Juni 1985 von den staatlichen Arbeitsgerichten nach den kündigungsschutzrechtlichen Vorschriften des § 1 KSchG, § 626 BGB zu beantworten. Diese unterliegen als für alle geltendes Gesetz im Sinne der Art. 137 Abs. 3 Satz 1 WRV umfassender arbeitsgerichtlicher Anwendungen.
Dieses Abwägungsgebot schlägt sich auch im Urteil des Bundesarbeitsgerichts vom 25. April 2013 nieder. Darauf wies das Bundesverfassungsgericht in seinem Beschluss vom 22. Oktober 2014 – 2 BvR 661/12 ausdrücklich hin. Im konkreten Fall hob das Bundesverfassungsgericht insbesondere auf die freiwillige arbeitsvertragliche Verpflichtung zur Einhaltung der Loyalitätsverpflichtungen ab. Es ist also Sache der Kirche, festzustellen, welche Anforderungen für die kirchlichen Mitarbeiter aufgrund der religiösen Fundierung der Tätigkeit gelten. Sache der Gerichte ist dagegen die Beurteilung, ob diese religiöse Begründung plausibel und nicht willkürlich ist, denn die gesetzlichen Regelungen wie das Kündigungsschutzgesetz (KSchG) gelten auch für die Kirchen. Deren ordnungsgemäße Anwendung ist von den staatlichen Gerichten zu überprüfen.
In der Rechtslehre wird die Rechtsprechung des Bundesverfassungsgerichts, nach der Gerichte die Wirksamkeit vertraglicher Loyalitätsobliegenheiten nicht nach den AGB-Vorschriften bzw. dem Diskriminierungsverbot des AGG, sondern nur anhand der Grenzen der Willkür, der „guten Sitten“ und des ordre public überprüfen können (s. o.), neben der Unvereinbarkeit mit europarechtlichen Vorgaben u. a. als Verstoß gegen das Grundgesetz, d. h. die Bindung der Gerichte an Recht und Gesetz (Art. 20 Abs. 3 GG, Art. 97 Abs. 1 GG) und die staatliche Justizgewährungspflicht (Art. 20 Abs. 3 GG i. V. m. Art. 92 GG) kritisiert. Auch wird vertreten, dass vertragliche Bestimmungen, die homosexuelle Praktiken bzw. das Eingehen einer gleichgeschlechtlichen Ehe verbieten, einen Verstoß gegen den ordre public darstellen und daher unwirksam/unbeachtlich sind.
Allerdings haben die staatlichen Gerichte ebenfalls europäisches Recht und die einschlägigge europäische Rechtsprechung zu beachten. Dazu seien zwei wesentliche Urteile erwähnt:
1. Urteil des Europäischen Gerichtshofs für Menschenrechte (EGMR). Dieser entschied am 23. August 2010, Az. 1620/03, dass die Kündigung eines Angestellten der mormonischen Kirche Jesu Christi der Heiligen der Letzten Tage rechtmäßig ist und nicht gegen europäisches Recht verstößt. Die Kündigung eines katholischen Kirchenmusikers verstieß hingegen gegen europäisches Recht. Beide Kläger hatten in einer außerehelichen Beziehung gelewbt und waren daher Mitte der 1990er Jahre entlassen worden.
2. Das bereits oben erwähnte Urteil des Europäischen Gerichtshofs (EuGH).

Beide Urteile entfalten eine ausführliche Kriteriologie, nach welchen Kriterien eine Kündigung wegen Loyalitätsverstoß nach europäischem Recht zulässig bzw. unzulässig ist. Für die Praktiker erscheint es sinnvoll, die anhängigen Vorabentscheidungsersuche des Bundesarbeitsgerichts abzuwarten. Details weiter unten.

#### Konfessionslosigkeit, Kirchenaustritt, Mitgliedschaft in einer anderen Religionsgemeinschaft
Das Arbeitsgericht Aachen sprach mit Urteil vom 13. Dezember 2012 einem konfessionslosen Krankenpfleger eine Entschädigung zu, weil dieser aufgrund fehlender Religionsangehörigkeit nicht eingestellt worden war.
Die fristlose Kündigung einer bei der evangelischen Kirche angestellten Kindergärtnerin wegen ihrer Mitgliedschaft in einer anderen Religionsgemeinschaft (hier: „Universale Kirche/Bruderschaft der Menschheit“) verstößt nach einem Urteil des Bundesarbeitsgerichts weder gegen deutsches Arbeitsrecht noch, wie der Europäische Gerichtshof für Menschenrechte entschied, gegen die in Art. 9 EMRK garantierte Religionsfreiheit.
Im April 2013 entschied das Bundesarbeitsgericht, dass die arbeitsrechtliche Kündigung eines Sozialpädagogen durch die Caritas zulässig war, weil dieser aus der Kirche ausgetreten war.
Am 17. April 2018 entschied der Europäische Gerichtshof (EuGH) im Wege eines Vorabentscheidungsersuchens des Bundesarbeitsgerichts zur Auslegung der Antidiskriminierungsrichtlinie, das Erfordernis, dass Bewerber um eine bei der Kirche zu besetzende Stelle einer bestimmten Religion angehören, müsse Gegenstand einer wirksamen gerichtlichen Kontrolle sein. Die entscheidende Frage ist nach Ansicht der europäischen Richter, ob die ausgeschriebene Tätigkeit unbedingt voraussetzt, dass jemand in der Kirche ist und sich zu ihren Werten bekennt. Diese Frage müssen im Streitfall nicht kirchliche Arbeitgeber, sondern die zuständigen nationalen Gerichte entscheiden.
Am 25. Oktober 2018 entschied das Bundesarbeitsgericht, dass die evangelische Diakonie eine konfessionslose Bewerberin auf eine befristete Referentenstelle beim Evangelischen Werk für Diakonie und Entwicklung (EWDE) zum Vorstellungsgespräch hätte einladen müssen, und sprach der Klägerin eine finanzielle Entschädigung zu.
Dem EuGH wurde 2022 eine Bitte um Klärung vorgelegt, inwieweit das Selbstbestimmungsrecht der Kirchen nach § 9 Abs. 1 AGG es rechtfertigt, Angestellten nach einem Kirchenaustritt zu kündigen und sie dadurch gegenüber Angestellten, die von vornherein nicht Mitglied der Kirche sind, zu benachteiligen. Im Februar 2024 legte das Bundesarbeitsgericht dem EuGH die Grundsatzfrage vor, ob es rechtmäßig ist, „wenn die Kirche verlangt, dass ihre Beschäftigten nicht austreten bzw. bei Austritt wieder eintreten“, wobei „sie von den für sie arbeitenden Personen im Übrigen nicht verlangt, dieser Kirche anzugehören und die für sie arbeitende Person sich nicht öffentlich wahrnehmbar kirchenfeindlich betätigt“.

#### Anderes außerdienstliches Verhalten
Zweiter Streitpunkt ist die Relevanz außerdienstlichen Verhaltens.
Bei einer römisch-katholischen Sekretärin, die sich scheiden lässt und wieder heiratet, oder bei einem Arzt in einem katholischen Krankenhaus, der öffentlich Abtreibungen befürwortet, ist umstritten, inwiefern eine wirksame verhaltensbedingte Kündigung zulässig ist. Verschiedene Fälle des außerdienstlichen Verhaltens sind hierbei umstritten. Der eine Schwerpunkt der gerichtlichen Streitfälle drehte sich bis November 2022 um homosexuelle Mitarbeiter, deren Privatleben und deren Eingehen einer gleichgeschlechtliche Ehe (bis 2017 einer eingetragene Lebenspartnerschaft). Der andere Schwerpunkt der gerichtlichen Streitfälle dreht sich um die Wiederheirat geschiedener heterosexueller Mitarbeiter oder um außereheliche Beziehungen des Mitarbeiters.
Am 5. Mai 2015 stellte die Deutsche Bischofskonferenz eine mit Zweidrittelmehrheit der deutschen Diözesanbischöfe beschlossene Neufassung des kirchlichen Arbeitsrechts vor, die eine stärkere Beteiligung der Gewerkschaften bei der Aushandlung der Arbeitsbedingungen vorsieht. Das Eingehen einer zweiten Zivilehe nach Scheidung wie auch die Eintragung einer gleichgeschlechtlichen Lebenspartnerschaft soll nur noch in Fällen, in denen eine erhöhte Loyalitätsverpflichtung erwartet wird, zur Kündigung führen. Dies ist bei Mitarbeitern der Fall, die pastoral, katechetisch, aufgrund einer Missio canonica oder einer besonderen bischöflichen Beauftragung tätig sind, da ein schwerwiegender Loyalitätsverstoß bei diesen „in jedem Fall geeignet“ sei, die Glaubwürdigkeit der Kirche zu beeinträchtigen. Der Beschluss der Bischofskonferenz ist für die einzelnen Diözesanbischöfe nicht bindend; jedem einzelnen Ortsbischof steht frei, die alte Rechtslage beizubehalten. In 23 der 27 Bistümer trat die Reform zum 1. August 2015 in Kraft, in den Bistümern Eichstätt, Passau und Regensburg wurde sie zum 1. Januar 2016 gültig. Unterschiedliche Handhabungen gibt es jedoch in Bezug darauf, für welchen Personenkreis besondere Loyalitätsverpflichtungen bestehen.
Am 22. November 2022 verabschiedete die Deutsche Bischofskonferenz mit notwendiger Zweidrittelmehrheit ein neues Kirchenarbeitsrecht (Grundordnung des kirchlichen Dienstes), wonach die private Intimsphäre und das Beziehungsleben generell keine rechtliche Rolle mehr bei Einstellung und Kündigung spielt. Nicht Gegenstand es Arbeitsrechts ist, dass nur bei Priestern/Bischöfen gilt, dass diese sich zwar öffentlich bi/homosexuell outen können, aber zum Zölibat weiterhin verpflichtet sind.

##### Sexuelle Orientierung und eingetragene Lebenspartnerschaft/gleichgeschlechtliche Ehe
Während es hier keine arbeitsrechtlichen Kündigungen in den lutherischen, reformierten und unierten Landeskirchen der EKD gibt, da die EKD mit dem Grundsatzdokument von 2001 „Verantwortung und Verlässlichkeit stärken“, Lebenspartnerschaftsinstitute für gleichgeschlechtliche Paare befürwortet, waren hier insbesondere arbeitsrechtliche Kündigungen in der römisch-katholischen Kirche in der Vergangenheit zu nennen. Mit der am 22. November 2022 erfolgten Reform des Kirchenarbeitsrechtes durch Zwei-Drittel-Mehrheitsbeschuss der deutschen römisch-katholischen Bischöfe ist das Eingehen einer gleichgeschlechtlichen Ehe am Standesamt oder auch das öffentliche Outing kein arbeitsrechtlicher Kündigungsgrund oder Einstellungshinderungsgrund mehr.

##### Das Allgemeine Gleichbehandlungsgesetz
Nach einer Meinung sei das außerdienstliche Verhalten von Arbeitnehmern nicht geeignet, eine Kündigung durch den Arbeitgeber zu rechtfertigen, auch wenn das Verhalten nach Maßstab der Kirche ein schwerwiegender Loyalitätsverstoß sei. Das Arbeitsgericht Frankfurt am Main verneint in einem 2007 ergangenen Urteil, dass das Bekanntwerden der offen gelebten (homo-)sexuellen Identität eines kirchlichen Mitarbeiters im Privatleben die Kündigung eines Heimleiters rechtfertigen könne.
Nach § 2 Abs. 4 AGG gelten bei Kündigungen ausschließlich die Bestimmungen zum allgemeinen und besonderen Kündigungsschutz. Das AGG, welches eine Diskriminierung von Arbeitnehmern etwa wegen ihrer sexuellen Orientierung oder wegen ihrer Religionszugehörigkeit verbietet, soll also im Kündigungsverfahren nicht anwendbar sein. Dies wird von der Europäischen Kommission formal bemängelt und ist Gegenstand eines Vertragsverletzungsverfahrens. Zwar ist das AGG nach Urteil des Bundesarbeitsgerichts nicht nur bei der Einstellung und während des Arbeitsverhältnis zu berücksichtigen, sondern ebenso bei Kündigungen, jedoch haben Kirchen nach § 9 AGG weitreichende Ausnahmen zugebilligt bekommen, deren Konformität mit der EU-Richtlinie, wie oben erwähnt, angezweifelt wird, die aber derzeit keine gesetzliche Grundlage für Klagen der gekündigten Arbeitnehmer bieten (es sei denn die Kirchen würden von ihrem Selbstbestimmungs- und Selbstverwaltungsrecht keinen Gebrauch machen).

##### Heirat eines Geschiedenen bei Fortbestehen der kirchlichen Eheschließung
Nach der Lehre der römisch-katholischen Kirche über die Sakramentalität der Ehe stellt die Wiederverheiratung einen Verstoß gegen die Sittenlehre der Kirche dar. Mit der Reform des Kirchenarbeitsrechtes am 22. November 2022, die von über zwei Dritteln der römisch-katholischen deutschen Bischöfen mit der notwendigen Mehrheit verabschiedet wurde, führt die Wiederverheiratung aber nicht mehr zu einer arbeitsrechtlichen Konsequenz. Hier hatten in der Vergangenheit zwei Kündigungsfälle zu Entscheidungen durch die höchsten Gerichte geführt:
Das Landesarbeitsgericht Düsseldorf und in der Revision auch das Bundesarbeitsgericht bestätigten in Urteilen, dass der Verstoß gegen die römisch-katholische Sittenlehre bei einer Wiederheirat, obwohl die erste Ehe nicht kirchenrechtlich annulliert war, grundsätzlich geeignet ist, eine Kündigung zu rechtfertigen. Die Gerichte der Arbeitsgerichtsbarkeit hielten im konkreten Fall die Kündigung trotzdem für unverhältnismäßig, weil sich der Dienstgeber widersprüchlich verhalten habe.
Das Bundesverfassungsgericht hob diese Entscheidung jedoch im Oktober 2014 auf. Maßgeblich war zunächst, dass die Kündigung im Falle einer zweiten Ehe ausdrücklich arbeitsvertraglich vereinbart war. Denn die Folgen eines Loyalitätsverstoßes dürfen für den betroffenen Arbeitnehmer nicht überraschend zu arbeitsrechtlichen Sanktionen führen. Darüber hinaus darf eine solche Vereinbarung nicht gegen ein gesetzliches Verbot verstoßen. Solche Regelungen wären rechtswidrig und damit unwirksam. Dies vorausgesetzt muss ein mehrstufiges Prüfungsverfahren erfolgen. In einer ersten Stufe sei zu prüfen, ob die so vereinbarten Beschränkungen der eigenen Grundrechte des Arbeitnehmers im Einklang mit den „grundlegenden verfassungsrechtlichen Gewährleistungen“ („fundamentale Verfassungsprinzipien“), den „Grundprinzipien der Rechtsordnung“ sowie „sonstigen gesetzlichen Bindungen“ steht. Denn auch die Kirche darf keine rechtswidrigen Loyalitätsforderungen verlangen. In einem zweiten Prüfungsschritt müssen dann die Interessen der Kirchen mit den „Grundrechten der Arbeitnehmer in einer offenen Gesamtabwägung“ gegenübergestellt werden. Diese Abwägung wiederum kann der verfassungsrechtlichen Kontrolle unterzogen werden. Das Bundesarbeitsgericht habe aber keine eigenständige Bewertung religiös vorgeprägter Sachverhalte vornehmen dürfen.
Welche kirchlichen Grundverpflichtungen als Gegenstand eines Arbeitsverhältnisses bedeutsam sein können, richte sich allein nach den von der verfassten Kirche anerkannten Maßstäben und dem konkreten Inhalt des Arbeitsvertrags. Die staatlichen Gerichte dürfen sich nicht über das kirchliche Selbstverständnis hinwegsetzen, solange dieses nicht in Widerspruch zu grundlegenden verfassungsrechtlichen Gewährleistungen stehe.
2018 urteilte das Bundesarbeitsgericht erneut über die Rechtsmäßigkeit der Kündigung. Es hatte dabei das kirchliche Selbstbestimmungsrecht und die korporative Religionsfreiheit auf Seiten des kirchlichen Arbeitgebers mit dem Schutz von Ehe und Familie (Art. 6 Abs. 1 GG) sowie dem Gedanken des Vertrauensschutzes (Art. 2 Abs. 1 GG in Verbindung mit Art. 20 Abs. 3 GG) auf Seiten des Arbeitnehmers zu einem angemessenen Ausgleich zu bringen (praktische Konkordanz).
Mit Beschluss vom 28. Juli 2016 setzte das Bundesarbeitsgericht das Revisionsverfahren bis zur Entscheidung des Europäischen Gerichtshofs (EuGH) über ein Vorabentscheidungsersuchen zur Auslegung der europäischen Gleichbehandlungsrahmenrichtlinie aus. Es stelle sich die Frage, ob die Beachtung des Eheverständnisses nach der Lehre und dem kanonischen Recht der römisch-katholischen Kirche eine wesentliche, rechtmäßige und gerechtfertigte berufliche Anforderung im Sinne des Art. 4 Abs. 2 der Richtlinie darstelle, die bei Kündigungen zu einer Ungleichbehandlung römisch-katholischer Arbeitnehmer gegenüber Arbeitnehmern einer anderen Konfession oder ohne Konfession führen könne. Nach Ansicht des EuGH im Urteil vom 11. September 2018 erscheinen die Anforderung an den Arzt, den sakramentalen Charakter der Ehe nach römisch-katholischem Verständnis zu beachten, nicht als wesentliche, rechtmäßige und gerechtfertigte berufliche Anforderung. Im vorliegenden Fall bestand die Ungleichbehandlung darin, dass am Klinikum zwei geschiedene und wiederverheiratete Chefärzte tätig waren, denen nicht gekündigt worden war, weil sie nicht der römisch-katholischen Kirche angehörten. Das Krankenhaus habe also einen seiner Ärzte gegenüber anderen Ärzten benachteiligt, weil er römisch-katholisch ist.
Am 20. Februar 2019 entschied das Bundesarbeitsgericht, der Chefarzt sei von seinem kirchlichen Arbeitgeber gegenüber nicht römisch-katholischen Kollegen unzulässig benachteiligt worden. Die Kündigung sei nicht durch Gründe im Verhalten oder in der Person des Chefarztes sozial gerechtfertigt. „Mit seiner erneuten Heirat verletzte dieser ‚weder eine wirksam vereinbarte Loyalitätspflicht noch eine berechtigte Loyalitätserwartung‘ der Kirche (2 AZR 746/14).“
Das Bundesarbeitsgericht erklärte am 16. September 2004 die Kündigung eines römisch-katholischen Kirchenmusikers in einem weiteren Fall für wirksam, dessen Wiederverheiratung nach der Einstellung nachträglich bekannt wurde; der Abschluss einer nach Glaubensverständnis und Rechtsordnung der Kirche ungültigen Ehe sei ein solcher schwerwiegender Loyalitätsverstoß. Der Fall wurde am 23. September 2010 vom Europäischen Gerichtshof für Menschenrechte entschieden: Deutschland habe durch die Anerkennung der kirchlichen Loyalitätsrichtlinie als Grundlage für die Kündigung das Recht des Kirchenmusikers auf Achtung seines Privat- und Familienlebens Art. 8 EMRK verletzt. Die Sache wurde an die deutsche Gerichtsbarkeit zurückverwiesen mit der Maßgabe, zukünftig zwischen den Interessen genau abzuwägen und nach der Art der Tätigkeit zu differenzieren. Die deutschen Arbeitsgerichte können also nicht mehr ohne ausführliche Interessenabwägung und einfach durch Bezug auf die Rechtsprechung des Bundesverfassungsgerichts Kündigungen für rechtens erklären. Der EGMR kritisierte die deutschen Arbeitsgerichte dafür, dass sie (in Bezug auf Art. 8 EMRK) nicht ausreichend gewürdigt hätten, warum es der Kirche nicht möglich gewesen sein solle, den Musiker weiter zu beschäftigen, ohne dass die Kirche insgesamt einen schweren Glaubwürdigkeitsverlust erlitten hätte. Die deutschen Gerichte hatten den dahingehenden Vortrag des kirchlichen Arbeitgebers akzeptiert, obgleich sie auch feststellten, dass der Musiker innerhalb der römisch-katholischen Kirche nicht in leitender oder klerikaler Funktion tätig gewesen sei. Der Gerichtshof hob weiterhin als entscheidungserheblich hervor, dass ein gekündigter Kirchenmusiker extreme Schwierigkeiten habe, eine neue Stelle zu finden, so sei etwa eine Anstellung in einer evangelischen Gemeinde nur in seltenen Ausnahmefällen möglich. In einer weiteren Entscheidung wurde 2012 dem Chorleiter eine finanzielle Entschädigung zugesprochen.
Dieser Fall verdeutlichte einen Hauptstreitpunkt in Bezug auf die kirchlichen Loyalitätsanforderungen: Umstritten ist, ob von den Arbeitsgerichten Abstufungen bei den Anforderungen entsprechend der Nähe zum religiösen Auftrag vorzunehmen sind. Maßgeblich sollen Art und Stellung des Berufes beim kirchlichen Arbeitgeber sein und ob es sich um eine Arbeitsstelle im verkündungsfernen oder verkündungsnahen Bereich handelt. Im Ergebnis sollen beispielsweise beim Reinigungspersonal in einem kirchlichen Krankenhaus geringere Anforderungen hinsichtlich der persönlichen Lebensführung gestellt werden als an einen Religionslehrer, der ja gerade die kirchliche Lehre glaubwürdig verkünden soll. Die kirchlichen Arbeitgeber sollen somit zu sog. „Tendenzbetrieben“ werden. Die kirchlichen Loyalitätsverpflichtungen haben damit aber nicht ihre Bedeutung verloren.

###### Kirchenrechtliche Konsequenzen
Aufgrund der Debatte über die wiederverheirateten Geschiedenen in der römisch-katholischen Kirche in Deutschland setzte die Deutsche Bischofskonferenz Ende September 2012 eine Arbeitsgruppe ein, die unter anderem auch die arbeitsrechtlichen Regelungen überarbeiten sollte. Das Ergebnis ist eine Neufassung der „Grundordnung des kirchlichen Dienstes im Rahmen kirchlicher Arbeitsverhältnisse“, die am 27. April 2015 beschlossen wurde und ab dem 1. August 2015 in 23 von 27 Bistümern gilt. Zum 1. Januar 2016 folgten die übrigen drei Bistümer nach. Danach werden besondere Loyalitätspflichten nur noch von römisch-katholischen Mitarbeitern im pastoralen und katechetischen Bereich in Bezug auf Wiederheirat und Eingehen einer Lebenspartnerschaft verlangt.
Die außerordentliche Kündigung des Leiters einer Behinderteneinrichtung der Caritas, der nach seiner Scheidung 2010 im Jahr 2017 eine „unzulässige Zivilehe“ eingegangen sei, erklärte das Arbeitsgericht Hagen im August 2018 auch unter Berufung auf die geänderte „Grundordnung“ für unwirksam.
Infolge der Beschlüsse des Synodalen Weges kündigte der Vorsitzende der Deutschen Bischofskonferenz, Bischof Georg Bätzing vom Bistum Limburg, an, dass der Familienstand künftig generell kein Kündigungsgrund mehr ist und dies auch für die Berufe im pastoralen und verkündungsnahen Bereiche gelte.
Am 22. November 2022 beschloss die deutsche Bischofskonferenz mit Mehrheit von über zwei Dritteln der Bischöfe eine Reform des Kirchenarbeitsrechtes in Deutschland. Ziel der Reform war, die christliche Prägung einer Einrichtung künftig stärker an ihrem Selbstverständnis festzumachen und nicht mehr in erster Linie an den Mitarbeitern. Mit der neuen Grundordnung des kirchlichen Dienstes soll die Mitgliedschaft in der Katholischen Kirche nur noch für sehr wenige Mitarbeiter Voraussetzung für eine Beschäftigung sein. Die Wiederverheiratung nach Scheidung ist nunmehr kein Einstellungshinderungsgrund oder Kündigungsgrund mehr.

##### Außereheliche Beziehungen in mormonischen Kirchen
In einem anderen Fall wies das Bundesarbeitsgericht eine Beschwerde eines leitenden Angestellten der mormonischen Kirche Jesu Christi der Heiligen der Letzten Tage ab, der seinem Arbeitgeber anvertraut hatte, dass er in einer außerehelichen Beziehung lebe. Der Fall kam vor den Europäischen Gerichtshof für Menschenrechte, der am 23. September 2010 die Entscheidung des Bundesarbeitsgerichtes bestätigte.

### Mitarbeitervertretung in kirchlichen Organisationen
Weder das Betriebsverfassungsgesetz noch das Personalvertretungsgesetz gelten in kirchlichen Einrichtungen (§ 118 Abs. 2 BetrVG, bzw. § 1  Abs. 2 BPersVG). Diese Regelungen nehmen die Kirchen und ihre karitativen oder erzieherischen Einrichtungen – unabhängig von deren Rechtsform – ausdrücklich aus. Diese Ausnahme gilt also nicht für überwiegend gewerbliche tätige Betriebe oder Unternehmen, auch wenn sie im Eigentum kirchlicher Institutionen stehen.
Die Kirchen haben für sich und diese karitativ oder erzieherisch tätigen Einrichtungen eigene Mitarbeitervertretungen geschaffen. In der katholischen Kirche in Deutschland ist die MAVO (Rahmenordnung für eine Mitarbeitervertretungsordnung) Vorbild für die diözesanen Mitarbeitervertretungsordnungen; die evangelische Kirche vereinheitlichte eine zuvor unübersichtliche und zersplitterte Regelung und erließ am 6. November 1992 das Kirchengesetz über Mitarbeitervertretungen in der evangelischen Kirche in Deutschland (MVG). Es galt zunächst nur direkt im Bereich der EKD, nicht für die einzelnen Landeskirchen oder Diakonischen Werke. Das Diakonische Werk (DW) der Evangelischen Kirche in Deutschland (EKD) übernahm das MVG im Oktober 1993 auf der Diakonischen Konferenz des DW-EKD in Halle (Saale). Die einzelnen Landeskirchen und diakonischen Werke folgten, wenngleich sie im Rahmen der Übernahmegesetze die Möglichkeit wahrnahmen, einige abweichende Regelungen zu treffen. Einige Landeskirchen haben weiterhin eigene Mitarbeitervertretungsgesetze, zum Beispiel für den Bereich der Konföderation Evangelischer Kirchen in Niedersachsen. Ein vollständig einheitliches Mitarbeitervertretungsrecht gibt es auf evangelischer Seite nicht.
Die Mitwirkungsrechte der Mitarbeitervertretungen unterscheiden sich erheblich von Betriebsverfassungsgesetz und Personalvertretungsgesetz. Prägendes Prinzip ist die gemeinschaftliche Regelung der Arbeitsbedingungen, nicht das Gegeneinander von Betriebsrat und Arbeitgeber. Die Mitarbeitervertretungen haben vor diesem Hintergrund eher schwächere Mitbestimmungsrechte; die Gegenstände der Beteiligung werden. Insbesondere ist den Mitarbeitervertretungen die Regelung von Entgeltfragen weitgehend entzogen, da diese in die Zuständigkeit der arbeitsrechtlichen Kommissionen fallen. Im Großen und Ganzen sind die Beteiligungsmöglichkeiten ähnlich definiert. Allerdings gibt es regionale Unterschiede in der Besetzung der Mitarbeitervertretungen.
Bei Streitigkeiten im Bereich des Mitarbeitervertretungsrechts besteht die Möglichkeit, die kirchlichen Gerichte anzurufen. Der staatliche Rechtsweg ist insoweit nicht eröffnet bzw. subsidiär.

### Arbeitsvertragsrecht – dritter Weg
Mit dem so genannten dritten Weg haben die verfassten Kirchen in Deutschland für den überbetrieblichen Bereich ein eigenständiges kollektives Arbeitsvertragsrecht geschaffen, das die Grundlagen des Tarifsystems abweichend vom geltenden Tarifvertragsrecht regelt. Anstelle einer selbständigen Setzung durch den Arbeitgeber („erster Weg“) wie bei den staatlichen Beamten oder einer Übernahme des Tarifvertragssystems („zweiter Weg“) besagt der „dritte Weg“, dass die Grundbedingungen des Arbeitsverhältnisses in allgemeinen Richtlinien oder Ordnungen festgelegt werden. Deren Erstellung obliegt kirchlichen Gremien. Diese sind paritätisch aus gewählten Vertretern der Mitarbeiter und weisungsungebundenen Vertretern der Dienstgeber besetzt. Die Benennung der Sozialpartner, die auf dem dritten Weg Arbeitsrecht gestalten (Grundlagen des Arbeitsvertragsrechts, Tarifentwicklung), ist nicht einheitlich. So werden die Mitarbeiter durch Delegierte aus den Gesamtausschüssen oder Arbeitsgemeinschaften der Mitarbeitervertretungen repräsentiert. In einigen Landeskirchen, so in Bayern, wird der Gesamtausschuss von Seiten der Kirchen- und Diakonieleitung nicht anerkannt. Dort nehmen zum Teil Verbände die Vertretung der Mitarbeiterseite wahr, die in der Mitarbeiterschaft nur geringen Rückhalt aufweisen. Ein Beschluss einer arbeitsrechtlichen Kommission bedarf üblicherweise einer Zweidrittelmehrheit. Kommt keine Einigung zustande wird eine verbindliche Schlichtung durchgeführt, d. h. das Ergebnis der Schlichtung wird Inhalt des Arbeitsvertragsrechts. Ggfs. ist eine kirchenrechtliche Inkraftsetzung erforderlich, bei der aber keine inhaltlichen Änderungen vorgenommen werden.
In der Nordelbischen Evangelisch-Lutherischen Kirche, der Kirchen der Konföderation in Niedersachsen und bei der Evangelischen Kirche in Berlin-Brandenburg-Schlesische Oberlausitz (EKBO) wird der „Dritte Weg“ nicht angewendet, sondern es wurden Tarifverträge abgeschlossen. Als kirchliche Besonderheit wird in diesen Tarifverträgen auf Streik und Aussperrung verzichtet. Die Wirksamkeit dieses Ausschlusses wird vielfach bezweifelt.
Mit dem „Dritten Weg“ sind nach Auffassung der Arbeitgeber und kirchennaher Juristen eine Einschränkung des Arbeitskampfes, die Bindung des „Arbeitgeberverbandes“ an die Entscheidungen der Synode, ein Differenzierungsverbot zwischen Mitgliedern und Nichtmitgliedern der „Tarifvertragsparteien“ und das Verbot der Vereinbarung günstigerer Bedingungen verbunden. Die Dienstgeberseite sei kirchenrechtlich auf das Gebot der Lohngerechtigkeit verpflichtet.
Die evangelische Kirche in Deutschland bildete aufgrund des – nicht-staatlichen – Arbeitsrechtsregelungsgesetzes „arbeitsrechtliche Kommissionen“, während die katholische Kirche Kommissionen zur Ordnung des Arbeitsvertragsrechts (KODA) errichtete. Diese erstellten jeweils Regelungswerke, die in Aufbau und Inhalt üblichen Tarifverträgen ähneln und durch weitgehende Übernahmen vergleichbare Arbeitsbedingungen zum außerkirchlichen Tarifrecht konstituieren. Bei diesen Regelwerken handelt es sich jedoch nicht um Tarifverträge im Rechtssinn, sondern um Allgemeine Geschäftsbedingungen, die der Inhaltskontrolle durch die Arbeitsgerichte nach den §§ 305 ff. BGB unterliegen. Diese Inhaltskontrolle sei jedoch, wenn die kirchenrechtlich-kollektive Regelung ordnungsgemäß auf dem dritten Weg mit paritätisch besetzten, unabhängigen Vertretern beider Seiten zustande gekommen ist, beschränkt auf die Frage, ob die kirchenrechtliche Regelung gegen das Grundgesetz, gegen anderes höherrangiges zwingendes Recht oder die guten Sitten verstößt. Mit der Entscheidung vom 22. Juli 2010 führte das BAG die vor der Schuldrechtsreform (Gesetz zur Modernisierung des Schuldrechts vom 26. November 2001 – BGBl. I S. 3138 – m.W.v. 1. Januar 2002) geltende Rechtsprechung fort. Seinerzeit galt das Gesetz über allgemeine Geschäftsbedingungen ausdrücklich nicht für Arbeitsverträge; diese konnten daher nicht nach den Vorschriften dieses Gesetzes auf ihre Rechtmäßigkeit geprüft werden. Mit der Schuldrechtsreform findet die Inhaltskontrolle nach den § 307 aber auch für Arbeitsverträge Anwendung. Mit der Weiterführung der bisherigen, durch die Schuldrechtsreform veralteten Rechtsprechung legt das BAG die Vorschrift von § 310 Abs. 4 S. 2 sehr weit aus, wonach „die im Arbeitsrecht geltenden Besonderheiten angemessen zu berücksichtigen“ sind.
Die kirchlichen kollektiven Arbeitsvertragsrichtlinien entfalten im Unterschied zu tarifvertraglichen Regelungen keine unmittelbare und zwingende Wirkung auf die Arbeitsverhältnisse. Ihre Geltung muss gesondert einzelvertraglich vereinbart werden (§ 305 BGB). Deshalb sind im kirchlichen Bereich nach staatlichem Recht auch einzelvertragliche Vereinbarungen zulässig, die zum Nachteil der Arbeitnehmer von solchen AVR abweichen § 305b. Von der evangelischen Kirche verabschiedete Arbeitsrechtsregelungsgesetze schreiben den Arbeitgebern nur die Anwendung einer, von einer beliebigen arbeitsrechtlichen Kommission beschlossenen, Arbeitsrechtsregelungen verbindlich vor. Die diakonischen Einrichtungen haben insofern die Möglichkeit, zwischen verschiedenen AVR auszuwählen. Daher ist es nicht unüblich, dass z. B. die AVR des diakonischen Werks Berlin-Brandenburg-schlesische Oberlausitz auch in den alten Bundesländern zur Anwendung kommen.
Im katholischen Bereich regeln die jeweiligen KODA-Ordnungen, dass die kirchlichen Arbeitgeber entweder das KODA-Recht oder – ausnahmsweise – die allgemeinen Vertragsrichtlinien der Caritas (AVR-Caritas) anwenden müssen. Die von einer KODA oder einer arbeitsrechtlichen Kommission des deutschen Caritasverbands vereinbarten arbeitsrechtlichen Regelungen werden durch den jeweiligen Diözesanbischof als Kirchenrecht in Kraft gesetzt. Offen ist, ob als bischöfliches Gesetz oder als kirchlicher Verwaltungsakt. Die Inkraftsetzung bindet lediglich die Arbeitgeber (Rechtsträger). Für die privatrechtlichen Arbeitsverträge erlangen sie keine unmittelbare Wirkung. Insofern entfalten sie keine normative Wirkung wie ein Tarifvertrag. Die Geltung der Ordnungen bzw. Richtlinien für den Arbeitsvertrag wird durch eine sog. dynamische Bezugnahmeklausel im jeweiligen Arbeitsvertrag erreicht. Somit ist der Arbeitgeber sowohl durch die kirchenrechtliche Inkraftsetzung als auch durch den privatrechtlichen Arbeitsvertrag an die Beschlüsse der zuständigen Kommission gebunden.
Die KODAen oder die Arbeitsrechtlichen Kommissionen des Caritasverbandes (AK Caritas) sind kirchenrechtlich als Beratungsgremium des Diözesanbischofs zu werten. Nach Canon 127 des kirchlichen Gesetzbuches Codex Iuris Canonici (CIC) sind daher ggf. die bischöflichen Verwaltungsregelungen unwirksam, die der Bischof ohne Beteiligung der KODA in Kraft setzt. Für diese Hypothese spricht, dass die Mitarbeiter „Anspruch auf die Anwendung der einschlägigen kirchlichen Arbeitsvertragsordnungen [haben], nach denen sich ihre zivilrechtlichen Arbeitsbedingungen richten“. Da diese Arbeitsvertragsordnungen ausschließlich durch Kommissionen beschlossen und verhandelt werden, ist eine selbstständige arbeitsvertragliche Rechtsetzung durch den Diözesanbischof im Dritten Weg nicht vorgesehen. Diesem kommt die Aufgabe zu, den Beschlüssen der Kommissionen Rechtskraft zu verleihen. Aus all dem ergibt sich: Würde der Diözesanbischof dennoch Regelungen ohne vorausgegangenen Beschluss der zuständigen Kommission erlassen, fände seine eigenständige Regelung keinen Eingang in das Arbeitsvertragsrecht. Zudem wäre ein Streik gegen seine Regelung vermutlich zulässig (siehe unten).
Aufgrund der Entscheidung für dieses Kommissionsmodell und dessen implizierter verbindlicher Entscheidung (durch einen Vermittlungsausschuss) sollen nach juristischer Auffassung Arbeitskampfmaßnahmen (insbesondere Streik und Aussperrung) im kirchlichen Bereich nicht möglich sein. Möglicherweise ist es mit der "verbindlichen Entscheidung" gelungen, einen anderen, angemessenen Weg zur Streitklärung zu etablieren. Die Frage, ob ein Streik überhaupt wirkungsvoll ausgerufen werden könnte da der Organisationsgrad der kirchlichen Arbeitnehmer in Gewerkschaften sehr gering ist, könnte unerheblich geworden sein. In den Kommissionen können sich Gewerkschaften – entsprechend der Wahlordnungen – beteiligen. Diese werden vor den regelmäßig stattfindenden Wahlen dazu aufgerufen.

### Streikrecht in kirchlichen Einrichtungen
Die Frage, ob eine Gewerkschaft Arbeitnehmer in kirchlichen Einrichtungen zum Streik aufrufen darf, um den Abschluss von Tarifverträgen zur Regelung der Mindestarbeitsbedingungen ihrer Mitglieder zu erzwingen, oder ob der „dritte Weg“ mit seinen Schlichtungsregelungen einen Streik ausschließt, wurde kontrovers diskutiert.

#### Argumente gegen das Streikrecht
Diejenigen, die das Streikrecht ablehnen, stützen sich auf das verfassungsmäßig gewährleistete Recht der Kirchen auf Selbstbestimmung nach Art. 140 GG i. V. m. Art. 137 Abs. 3 WRV, Art. 4 GG. Sie halten Streik und Aussperrung als unvereinbar mit der Zielrichtung kirchlicher Arbeit. In den kirchlichen Einrichtungen bestünde im Unterschied zur Privatwirtschaft kein Gegensatz zwischen dem Kapital der Arbeitgeber und der Arbeitskraft der Arbeitnehmer, sondern Leitung und Mitarbeiter würden als Dienstgemeinschaft gemeinsam im Dienst der Verkündigung des Glaubens und der Nächstenliebe tätig sein. Löhne und Arbeitsbedingungen würden deshalb nicht in Tarifverhandlungen mit Gewerkschaften, sondern in paritätisch besetzten Gremien ausgehandelt. Ein Streik in einer kirchlichen Einrichtung würde gegen das Gebot der Wahrung der Arbeitskampfparität verstoßen. Da die Kirchen im Hinblick auf die Grundsätze der christlichen Glaubens- und Sittenlehre das Kampfmittel der Aussperrung als unzumutbar ausschlössen, wäre durch einen Streik die Kampfparität nicht mehr gewährleistet.

#### Argumente für das Streikrecht
Die Gegenmeinung führt an, das kirchliche Selbstbestimmungsrecht bestünde nur „im Rahmen der für alle geltenden Gesetze“ und könne die ebenfalls verfassungsrechtlich garantierte Betätigungsfreiheit der Koalitionen (Gewerkschaften, Art. 9 GG) und somit das Streikrecht nicht ausschließen. Das Streikrecht sei in der Europäischen Menschenrechtskonvention (EMRK) und der Europäischen Sozialcharta (ESC), die in Deutschland als „für alle geltende Gesetze“ in Kraft gesetzt worden seien, verankert. Daher verstoße ein Streikverbot gegen den Schrankenvorbehalt von Art. 140 GG.
Weder die Entscheidung der Kirchen gegen konflikthafte Auseinandersetzungen um die Regelung der Arbeitsbedingungen durch Tarifvertrag und Arbeitskampf und für den „Dritten Weg“, noch das Wesen der Dienstgemeinschaft rechtfertigten den umfassenden Ausschluss von Arbeitskämpfen im Bereich kirchlicher Einrichtungen. Der dritte Weg verlange die Zustimmung einer gutwilligen Arbeitgeberseite für jede Verbesserung zu Gunsten der Beschäftigten und böte den Gewerkschaften nicht die gleichen Chancen zur Durchsetzung ihrer Interessen wie das staatliche Tarif- und Arbeitskampfsystem. Für die katholische Kirche sei ein Streikverbot zudem im Widerspruch zur eigenen Soziallehre, die nach Canon 1286 des Codex Iuris Canonici (CIC) von den Ökonomen aller kirchlicher Einrichtungen wie das staatliche Arbeits- und Sozialrecht auch genauestens zu beachten sei.
Einschränkungen des Rechts zur Führung von Arbeitskämpfen seien an der konkreten Aufgabenstellung der kirchlichen Einrichtung auszurichten. Wenn man zwischen verschiedenen Arbeitnehmergruppen und Funktionen je nach Nähe oder Ferne zum karitativen Auftrag der Einrichtung unterscheide, könne auch dem Selbstverständnis der Kirche Rechnung getragen werden, dass in karitativen Einrichtungen der in christlicher Überzeugung geleistete „Dienst am Menschen“ durch Maßnahmen des Arbeitskampfs nicht beeinträchtigt werden dürfte. Ein Streik sei z. B. auch in kirchlichen Krankenhäusern möglich, ohne die Versorgung der Patienten zu beeinträchtigen.
Das Streikrecht kirchlicher Mitarbeiter fordern auch die Linkspartei, Bündnis 90/Die Grünen und Teile der SPD. Das FDP-Kirchenpapier „Freie Kirche im Freien Staat“, das am 1. Oktober 1974 auf dem 25. FDP-Bundesparteitag in Hamburg verabschiedet wurde, fordert eine völlige Abschaffung der kirchlichen Sonderrechte.

#### Entscheidungen des Bundesarbeitsgerichts vom 20. November 2012
Die beiden Verfahren wurden vom BAG aus prozessökonomischen Gründen zusammen gelegt. Beide Entscheidungen weisen zum Teil sogar im Wortlaut identische Begründungen auf. Sie sind daher auch im Kontext zu verstehen.

##### Streikrecht im „zweiten Weg“
Entscheidet sich die Kirche, die Arbeitsbedingungen der Beschäftigten ihrer Einrichtungen zwar durch Tarifverträge auszugestalten („zweiter Weg“), jedoch nur unter der Voraussetzung, dass eine Gewerkschaft zuvor eine absolute Friedenspflicht vereinbart und einem Schlichtungsabkommen zustimmt, nach dem im Konfliktfall anstelle von Arbeitskampfmaßnahmen eine Schlichtungsstelle unter dem Vorsitz eines unparteiischen Schlichters über das Zustandekommen des Tarifvertrags entscheidet, sind Streikmaßnahmen zur Durchsetzung von Tarifforderungen unzulässig. Eine Zwangsschlichtung soll ausgeschlossen sein.

##### Streikrecht im „dritten Weg“
Das Arbeitsgericht Bielefeld verbot den Streik zunächst, die Berufungsinstanz erlaubte ihn.
Das Bundesarbeitsgericht versuchte eine praktische Konkordanz der unterschiedlichen Positionen und entschied die Frage dahingehend, dass die Praktizierung des dritten Weges einen Streik dann ausschließe, wenn die Gewerkschaft organisatorisch eingebunden werde und das  – im Streitfall auch durch Schlichtung festzulegende  – Verhandlungsergebnis einer paritätisch besetzten Kommission für die Dienstgeberseite als Mindestarbeitsbedingung verbindlich sei. Die Kirche dürfe Gewerkschaften nicht durch Besetzungsregeln für Arbeitsrechtliche Kommissionen und Schiedskommissionen von einer frei gewählten Mitwirkung am dritten Weg ausschließen. Nur wenn sich die Gewerkschaft innerhalb des dritten Weges noch koalitionsmäßig betätigen könne, ließe sich ein Zurücktreten der Rechte der Gewerkschaft rechtfertigen. Sie erhalte dadurch Möglichkeiten zur Mitgliederwerbung. Werde die Gewerkschaft dagegen bei der Tariffindung nicht einbezogen, sei es ihr nicht verwehrt, kirchliche Mitarbeiter zum Streik aufzurufen, um den Abschluss von Tarifverträgen zur Regelung der Mindestarbeitsbedingungen ihrer Mitglieder zu erzwingen.
Der Vorsitzende des Vermittlungsausschusses der Regionalkommission Nord der Caritas, Bernhard Baumann-Czichon, kritisierte im dritten Quartal 2015 die katholische Kirche in Deutschland für ihre Umsetzung der Entscheidung des Bundesarbeitsgerichts vom November 2012. Zwar habe die katholische Kirche mit der neugefassten Rahmenordnung für die Kommissionen zur Ordnung des diözesanen Arbeitsvertragsrechts (Rahmen-KODA-Ordnung) erstmals die Beteiligung der Gewerkschaften eingerichtet. Die konkrete Umsetzung stelle jedoch sicher, dass die Gewerkschaften keinen wirklichen Einfluss hätten und auch nicht streiken könnten. Wer mit Gewerkschaften verhandeln wolle, könne nicht einseitig die Bedingungen festsetzen, unter denen verhandelt werden solle.
Ebenfalls im dritten Quartal 2015 wies das Mitglied der ver.di – Landes- und Bundesfachkomission Erich Szepanski darauf hin, dass es der Evangelischen Kirche in Deutschland durch das Arbeitsrechtsregelungsgesetz nicht gelungen sei, die Anforderungen des BAG zu erfüllen, denn das ARRG sehe keine angemessenen Beteiligung der Gewerkschaften vor. Das Schiedsverfahren sei defizitär geregelt, und es bestehe keine Verbindlichkeit für die Dienstgeberseite. Kirchliche Arbeitsrechtsregelungen seien Allgemeine Geschäftsbedingungen, die nur dann gälten, wenn dies zwischen den Vertragsparteien, also Arbeitgeber und Arbeitnehmer, ausdrücklich vereinbart sei. Dies geschehe in vielen Einrichtungen nicht. Daher könne es den Kirchen auf dem „dritten Weg“ nicht gelingen, die vom BAG geforderte Verbindlichkeit für ihre Regelungen herzustellen.

##### Verfassungsbeschwerden
Am 4. Mai 2015 erklärte der ver.di-Vorsitzende Frank Bsirske, für ihn komme ein Verzicht auf das Streikrecht nicht in Frage; die Gewerkschaft werde gegebenenfalls vor das Bundesverfassungsgericht, notfalls auch vor den vom Europarat eingerichteten Europäischen Gerichtshof für Menschenrechte ziehen.
Ver.di und der Marburger Bund legten beim Bundesverfassungsgericht gegen die Entscheidungen des Bundesarbeitsgerichts Verfassungsbeschwerden ein, über die der zweite Senat des Bundesverfassungsgerichts zu entscheiden hatte.
Die Entscheidung des Bundesverfassungsgerichts liegt nun vor. Nach dem Beschluss zum ver.di-Verfahren ist nun auch über die Beschwerde des Marburger Bundes entschieden worden (Beschluss vom 28. September 2015 – 2 BvR 2274/13). Das Bundesverfassungsgericht kommt in beiden Entscheidungen zur Aussage, dass gegenwärtig kein Streikverbot in kirchlichen Einrichtungen besteht. Daher können auch in Deutschland kirchliche Einrichtungen genauso wie private Betriebe und öffentliche Dienststellen bestreikt werden.
Bei der Diskussion über das Streikrecht in kirchlichen Einrichtungen wird gelegentlich übersehen, dass in der katholischen Kirche Vermittlungsausschüsse existieren, die in einem klar gerelten Verfahren Blockaden in Kommissionen lösen sollen. Kommt es zu einem Vermittlungsspruch eines solchen Vermittlungsausschusses, ersetzt dieser einen Nicht-Beschluss einer Kommission. „Der Vermittlungsspruch tritt an die Stelle eines Beschlusses der Kommission, der dann dem Diözesanbischof zur Inkraftsetzung gemäß § 20 vorgelegt wird.“ Mit der Inkraftsetzung werden die Rechtsträger verpflilchtet den Vermittlungsspruch anzuwenden. Soweit bekannt haben alle diözesanen KODA-Ordnungen die ersetzende Entscheidung übernommen.

### Tarifverträge nach staatlichem Arbeitsrecht (Tarifvertragsgesetz)
Seit dem 1. April 2022 gilt in hessischen Altenpflegeeinrichtungen der Diakonie ein von der Gewerkschaft ver.di ausgehandelter Tarifvertrag. Damit finden seit diesem Zeitpunkt die kircheninternen Arbeitsvertragsrichtlinien keine Anwendung mehr.

## Österreich
In Österreich haben die gesetzlich anerkannten Kirchen und Religionsgesellschaften – anders als in Deutschland – keine Dienstherrenfähigkeit und sind damit nicht berechtigt, Beamtendienstverhältnisse einzugehen. Dies hat zur Folge, dass die Kirchen und Religionsgesellschaften in Österreich nur privatrechtliche Beschäftigungsverhältnisse eingehen können. Einige arbeitsrechtliche Normen kennen spezifische Ausnahmen für die gesetzlich anerkannten Kirchen und Religionsgesellschaften, zum Beispiel § 1 Abs. 2 Z 5 Arbeitsinspektionsgesetz für „Kultusanstalten der gesetzlich anerkannten Kirchen und Religionsgesellschaften“, § 1 Abs. 3 Arbeitsruhegesetz für „Arbeitnehmer gesetzlich anerkannter Kirchen und Religionsgesellschaften, die nicht in Betrieben beschäftigt sind“ oder § 20 Abs. 2 und § 45 Abs. 2 des Gleichbehandlungsgesetzes.

### Betriebsverfassungsrecht
In allen Einrichtungen der gesetzlich anerkannten Kirchen und Religionsgesellschaften in Österreich gilt das Arbeitsverfassungsgesetz (ArbVG), das die Bildung von Betriebsräten vorsieht. Jedoch kennt § 132 Abs. 4 ArbVG bestimmte Ausnahmen zugunsten der gesetzlich anerkannten Kirchen und Religionsgesellschaften.

### Kollektivvertragsrecht
Die arbeitsvertraglichen Regelungen für Einrichtungen der katholischen Kirche und der kirchlichen Wohlfahrtsverbände sind nur teilweise in Kollektivverträgen geregelt. Die gesetzlich anerkannten Kirchen und Religionsgesellschaften sind als juristische Personen des öffentlichen Rechts nach § 7 ArbVG kollektivvertragsfähig.
In der katholischen Kirche gibt es mehrere in ihrer Geltung auf die jeweiligen diözesanen Einrichtungen begrenzten Kollektivverträge.
- Bistum Linz: Die Diözese Linz war zunächst die einzige Diözese in Österreich mit Kollektivvertrag. Am 11. November 2000 wurde dieser mit der Gewerkschaft unterzeichnet. Das Ziel war eine Vereinheitlichung des Dienstrechtes und eine Vereinfachung der Verwaltung. Dieser Schritt war auch eine Maßnahme zur Stabilisierung des Diözesanbudgets. Eine solide Verteilung der Arbeitszeit waren neben einem neuen Pensionsvorsorgemodell weitere Gründe. Ein Mindesteinkommen sowie eine gerechtere Einkommensverteilung mit mehr Möglichkeiten für Jüngere wurden im Kollektivvertrag festgehalten. Zum 1. Jänner 2017 wurde der Kollektivvertrag aktualisiert.[107]
- Bistum Innsbruck: Der jüngste Kollektivvertrag für das Bistum Innsbruck trat mit 1. Jänner 2017 in Kraft.[108] Der Kollektivvertrag löste die bisherigen Einzelvereinbarungen, Dienstbesoldungsordnungen und Betriebsvereinbarungen ab.
 Vor Unterzeichnung des Kollektivvertrages von 2009 hoben Vertreter beider Verhandlungspartner das gute Klima der Verhandlungen und die nunmehrige größere Rechtssicherheit und Rechtsverbindlichkeit zum Wohl der Angestellten hervor. Man habe den Kollektivvertrag an den Grundsätzen der katholischen Soziallehre ausgerichtet. Unter anderem seien die Grundlagen für eine deutliche Verbesserung der Vereinbarkeit von Familie und Beruf geschaffen worden. In dieser Hinsicht sei dieser Kollektivvertrag österreichweit vorbildlich.

Die Präambel nimmt explizit auf das Ökumenische Sozialwort Bezug: „Die Kirchen und kirchlichen Gemeinschaften bemühen sich in ihren Organisationen und Betrieben um menschengerechte Arbeitsbedingungen, Einkommensgerechtigkeit und Mitbestimmung der Beschäftigten. Dieser Kollektivvertrag soll ein Beitrag dazu sein.“
- Bistum Graz: Mit Wirksamkeit vom 1. September 2010 wurde zwischen der Diözese Graz-Seckau und der Gewerkschaft der Privatangestellten, Druck, Journalismus, Papier ein neuer Kollektivvertrag unterzeichnet.[109] Die Diözese Graz-Seckau war damit die dritte Diözese nach Linz und Innsbruck, die einen Kollektivvertrag abgeschlossen hatte.
- Erzbistum Wien: Die Erzdiözese Wien als Arbeitgeberin stimmte 2015 zu, mit dem Zentralbetriebsrat der Erzdiözese und der Gewerkschaft der Privatangestellten (GPA-djp) in Verhandlungen über die Schaffung eines Branchenkollektivvertrages für kirchliche Angestellte einzutreten.[110]
- Für die karitativen Einrichtungen gilt ein gemeinsamer Flächenkollektivvertrag, der zwischen dem Verein Interessenvertretung der karitativen Einrichtungen der Katholischen Kirche in Österreich und den zuständigen Gewerkschaften des Österreichischen Gewerkschaftsbundes abgeschlossen wurde.[111] Er gilt räumlich, fachlich und persönlich für das ganze Bundesgebiet Österreich.

Für die geistlichen Amtsträger der evangelischen Kirche gilt der zwischen der Kirchenleitung und dem Verein Evangelischer Pfarrerinnen und Pfarrer geschlossene Kollektivvertrag 2019. Für Lektoren, weltliche Mitarbeiter, besondere kirchliche sowie ehrenamtliche Dienste gelten eigene Regelungen.

## Italien
In Italien ist zwingend die Vereinbarung von staatlich anerkannten Tarifverträgen im Arbeitsvertrag vorgesehen. Hierbei handelt es sich um „Branchentarifverträge“, die staatlich anerkannt sein müssen.
In der Diözese Bozen-Brixen werden im Wesentlichen folgende „Kollektivverträge“ verwendet:
- Handel und Dienstleistungen für Büro- und Pastorale Mitarbeiter in Pfarreien und im Ordinariat,
- Land und Forstwirtschaft für landwirtschaftliche Arbeiter und Angestellte (Kirchenwald),
- AGIDAE (Associazione Gestori Istituti Dipendenti Autorità Ecclesiali) für Lehrtätigkeiten,
- Vertrag für sozio-sanitäres Personal für Pflegetätigkeiten.

Diese Kollektivverträge regeln Mindestbedingungen, wie Grundlohn (Anzahl der Jahresgehälter), Kontingenzzulage (Inflationsausgleich), und Sonderzulagen für Sonderformen der Arbeit (z. B. Überstunden, Nachtarbeit), Zahl der Urlaubstage, Wochenarbeitszeit usw. Einzelvertraglich können zusätzliche Leistungen, z. B. Zulagen, vereinbart werden. Soweit kein spezifischer anwendbarer Tarifvertrag besteht, werden eigene Tarifverträge abgeschlossen. So schloss die italienische Bischofskonferenz mit der zuständigen italienischen Gewerkschaft einen Tarifvertrag für Küster (Mesner, Sakristan) ab.

## Vereinigte Staaten
In den Vereinigten Staaten von Amerika ist die Trennung von Religion und Staat so weit vollzogen, dass keine so weitgehenden Ausnahmen in Bezug auf das Arbeitsrecht der Kirchen existieren. Die sogenannten faith-based organizations sind jedoch seit 1972 vollständig vom Civil Rights Act’s prohibition on employment discrimination ausgenommen, dem Pendant zum deutschen Allgemeinen Gleichbehandlungsgesetz. Davor durften die kirchlichen Einrichtungen seit 1964 im verkündigungsnahen und leitenden Bereich Mitarbeiter in Bezug auf die Religionszugehörigkeit auswählen. Mit der Änderung können die kirchlichen Einrichtungen von allen Mitarbeitern eine konfessionelle Übereinstimmung verlangen.

## TV-Dokumentationen
- Film von Gita Datta und dem NDR: Arbeiten für Gottes Lohn – Wie die Kirche ihre Sonderrechte ausnutzt (Memento vom 22. Januar 2013 im Internet Archive) (in der Reihe 'Die Story im Ersten'). Erstausstrahlung 28. Januar 2013 youtube.com
- Panorama: Nur für Gottes Lohn – Gehaltsdumping in kirchlichen Einrichtungen (gesendet 17. Januar 2013, 3 Minuten)
- report Mainz: Warum sich ausgerechnet kirchliche Arbeitgeber gegen Mindestlöhne wehren (28. April 2008)